# Животни план
Животни план је особени начин на који су организоване основне вредности, намере и жеље личности усмерене ка одређеном животном циљу. Животни план је, по Адлеру, оно по чему је свака личност јединствена (непоновљива), а то је уједно оно што обезбеђује јединство личности.